# 八百壯士衝突案
八百壯士衝突案是2018年4月在中華民國臺北市發生的一場警民衝突。由中華民國部分退伍軍人組成的團體八百壯士，因反對民主進步黨執政下的中華民國政府對退伍軍人退休金制度的更改，於該國國會附近遊行陳抗，卻和中華民國警方發生衝突，警民皆有受傷情況。

## 背景

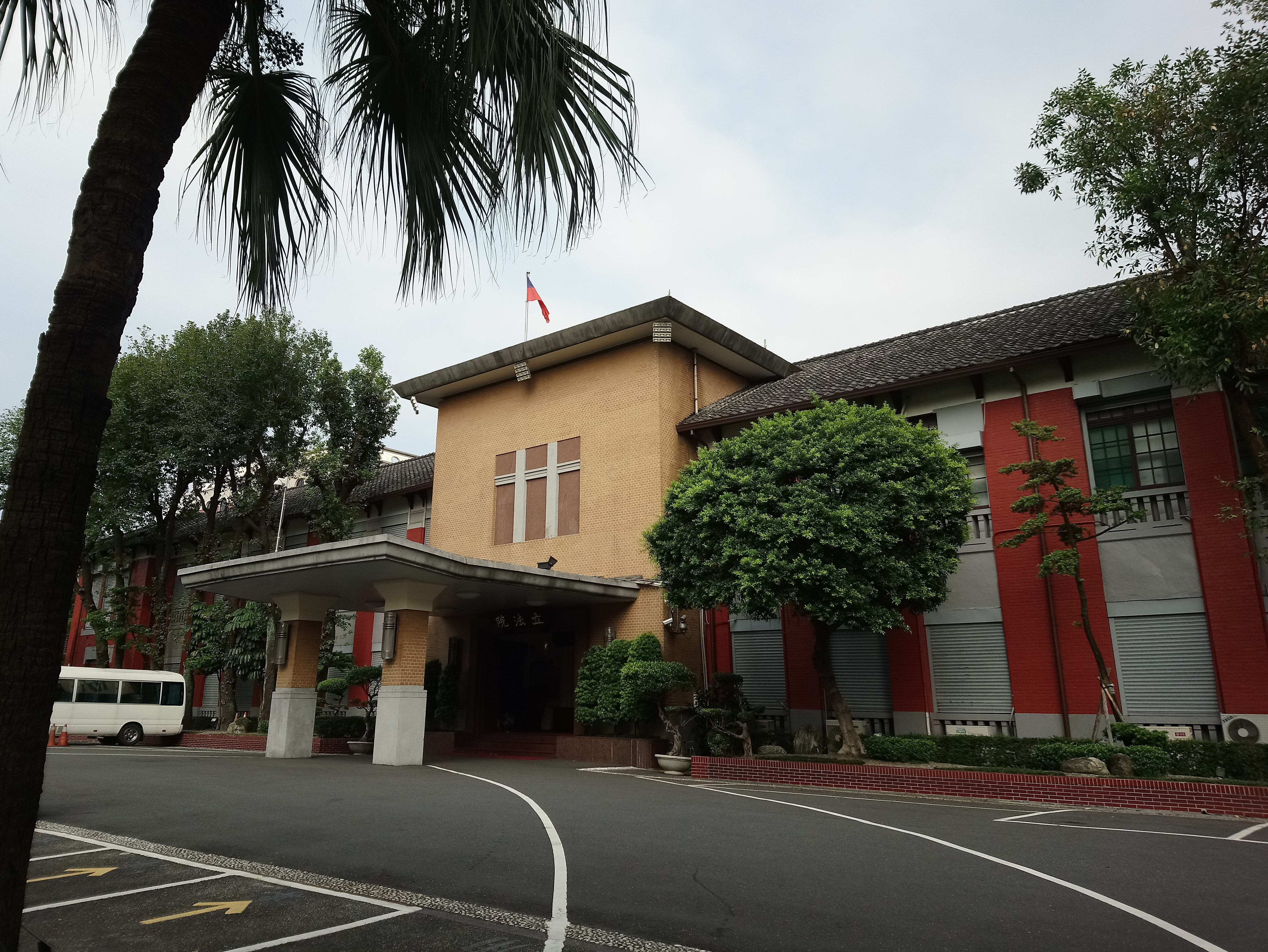
立法院大門

所謂「八百壯士」是指公務人員累積薪俸計算至最高為800俸點而得名，實為高階公務人員之意，但藉由參與四行倉庫保衛戰的國民革命軍而自稱。「八百壯士」是退役軍人等組成的團體，反對蔡英文政府年金改革，並舉辦了多次的遊行陳情活動。2018年2月，上校繆德生陳抗時意外逝世，使得蔡英文政府（當時為賴清德內閣）延緩了改革的速度。立法院該年4月25日召開攸關退役軍人年金改革的「陸海空軍軍官士官服役條例修正草案」公聽會，當日「八百壯士」在立法院外集結，收聽立法院內之公聽會訊息，因公聽會未做實質答詢而有過場之虞，引發場內八百壯士代表之不滿，離場並集結在外同樣立場的民眾開始抗議。

## 經過

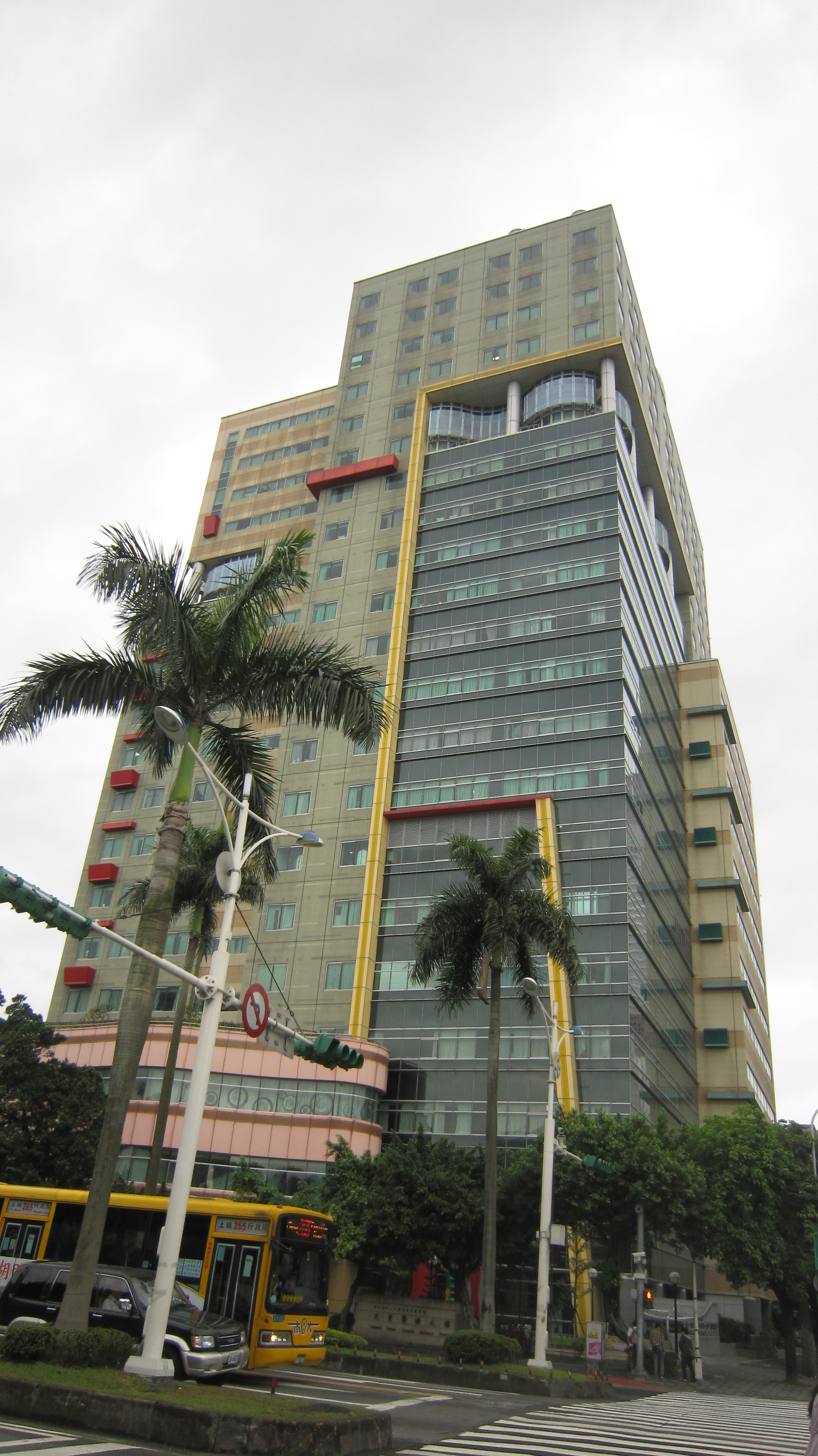
國立臺灣大學醫學院附設醫院兒童醫療大樓

抗議群眾經立法院時，內部出現推擠，試圖闖入立法院院區，一旁也有人投擲煙霧彈等危險物品進入院區。群眾扯倒了八百壯士設置的柵欄、帳篷，部分群眾攻擊記者和警方，警方也有一些行為傷及民眾。部分抗議人士進入國立臺灣大學醫學院附設醫院兒童醫院休息，醫師施景中稱休息人士影響到病童、家屬，在大廳大喊「造反有理，警察打人！」。少數抗議群眾甚至表示要將警察綁在宣傳車上，為他人制止；八百壯士也在立法院院區門口辱罵警察。警員接受採訪時，表示認同其爭取權利的行為，但不應有暴力衝突。
過程中至少有蘋果日報、中央社、民報、壹電視、民視、上報、TVBS等傳媒12名記者被攻擊，受到國際新聞記者聯盟記者關切。
抗爭中，退役上校陳咸嶽自稱為了拉出被鐵絲網壓住的三名警察，意外被警方以油壓剪剪斷左手小指，陳上校的妻子表示不考慮申請國賠，但對國家失望。後斷指為「八百壯士」發言人吳斯懷尋獲。

## 後續
臺北市警察局後續在場蒐證，對抗爭民眾方（「涉案人員」）依法究辦，以保障新聞採訪安全、表現自由。是次遊行共有84名員警受傷，14位記者財損及受傷。警方逮捕管束57名抗爭民眾中的現行犯，其中部分民眾設涉刑法妨害公務及傷害等罪嫌，警方訊後移交送臺北地檢署偵辦，而檢方再度複訊後，將一些人員限制住居。

### 「八百壯士」回應
4月26日下午，「八百壯士」發言人吳斯懷宣布行動已經達到預期目標，暫且解散，視後續國會審查法案進度「擇期再戰」。吳斯懷也為警民流血衝突公開道歉，將會約束爾後八百壯士成員不可有暴力行為，也呼籲警方適度執法。部分抗議民眾認為，陳抗陣營中可能有假記者對他們蒐證，才引發衝突。

## 外部連結
- 八百壯士捍衛權益Facebook